# William Sharpe
William Forsyth Sharpe (Cambridge, Massachusetts; 16 de junio de 1934) es un economista estadounidense.
Fue laureado con el Premio del Banco de Suecia en Ciencias Económicas en memoria de Alfred Nobel en 1990 junto a Merton Miller y Harry Markowitz por sus aportaciones a la teoría de la economía financiera.
Sharpe estudió en la Universidad de California en Los Ángeles, donde se doctoró en Economía en 1961. Desde 1957 hasta ese año trabajó en la Rand Corporation junto a Markowitz y, más tarde, fue profesor en las universidades de Washington (1961-1968) y Stanford (desde 1970).

## Formación y primeros años
William Sharpe nació en 1934 en Massachusetts. Como su padre estaba en la Guardia Nacional, la familia se mudó varias veces durante la Segunda Guerra Mundial, hasta que finalmente se establecieron en Riverside, California. Sharpe pasó el resto de su infancia y adolescencia en Riverside, graduándose de la Escuela Secundaria Politécnica de Riverside en 1951. Luego se matriculó en la Universidad de California en Berkeley con la intención de obtener un título en medicina. Sin embargo, en el primer año decidió cambiar su enfoque y se mudó a la Universidad de California en Los Ángeles para estudiar Administración de Empresas. Al darse cuenta de que no estaba interesado en la contabilidad, Sharpe tuvo un cambio adicional en las preferencias y finalmente se especializó en Economía. Durante sus estudios de pregrado, dos profesores tuvieron una gran influencia en él: Armen Alchian, un profesor de economía que se convirtió en su mentor, y J. Fred Weston, un profesor de finanzas que le presentó por primera vez los trabajos de Harry Markowitz sobre teoría de carteras. Mientras estaba en UCLA, Sharpe se convirtió en miembro de Theta Xi Fraternity y Phi Beta Kappa Society. Obtuvo una B.A. de UCLA en 1955 y un M.A. en 1956.

## Doctorado en economía
Después de la graduación, en 1956 Sharpe se unió a la Corporación RAND. Mientras hacía investigación en RAND, también comenzó a trabajar para obtener un Ph.D. en UCLA bajo la supervisión de Armen Alchian. Mientras buscaba un tema de disertación, J. Fred Weston le sugirió que le preguntara a Harry Markowitz en RAND. Trabajando estrechamente con Markowitz, quien en la práctica "desempeñó un papel similar al de consejero de tesis", Sharpe obtuvo su Ph.D. en 1961 con una tesis sobre un modelo de precios de seguridad de un solo factor, que también incluye una versión temprana de la línea de mercado de seguridad.

## Carrera profesional
En 1961, después de terminar sus estudios de posgrado, Sharpe comenzó a enseñar en la Universidad de Washington. Comenzó la investigación sobre la generalización de los resultados en su disertación sobre una teoría de equilibrio de fijación de precios de activos, trabajo que produjo el modelo de fijación de precios de activos de capital. Sharpe estableció un modelo para fijar el precio de los activos financieros conocido como Capital Asset Pricing Model (CAPM). Presentó el documento que describe el CAPM en el Journal of Finance en 1962. Sin embargo, irónicamente, el artículo, que se convertiría en uno de los fundamentos de la economía financiera, inicialmente se consideró irrelevante y se rechazó de la publicación. Sharpe tuvo que esperar a que el personal editorial cambiara hasta que finalmente se publicó el artículo en 1964. Al mismo tiempo, el CAPM fue desarrollado independientemente por John Lintner, Jan Mossin y Jack Treynor.
De acuerdo con el modelo del Capital Asset Pricing Model (CAPM), un inversor puede elegir una exposición al riesgo a través de una combinación de valores de renta fija y una cartera de renta variable. La composición óptima de la cartera depende de la valoración de las perspectivas de los activos que haga el inversor, y no de la actitud hacia el riesgo. Si cada activo contribuye al riesgo total en un valor determinado, los ingresos esperado y el premio al riesgo variarán en proporción directa a dicho valor. Estas relaciones se generan vía precios, por lo que los riesgos son susceptibles de eliminarse, y las decisiones de la cartera terminan siendo consistentes.
También desarrolló el denominado ratio de Sharpe, que permite el análisis del comportamiento del rendimiento de una inversión en función del riesgo. 
En 1968, Sharpe se mudó a la Universidad de California en Irvine, pero se quedó allí solo dos años, y en 1970 se trasladó, esta vez a la Universidad de Stanford. Mientras enseñaba en Stanford, Sharpe continuó su investigación en el campo de las inversiones, en particular en la asignación de carteras y fondos de pensiones. También se involucró directamente en el proceso de inversión al ofrecer consultoría a Merrill Lynch y Wells Fargo, teniendo así la oportunidad de poner en práctica las prescripciones de su teoría financiera. En 1986, en colaboración con Frank Russell Company, fundó Sharpe-Russell Research, una firma especializada en proporcionar investigación y consultoría sobre asignación de activos a fondos de pensiones y fundaciones. Su artículo de 1988, "Determinación de una combinación de activos efectiva de un fondo", estableció el modelo que más adelante se denominará análisis de estilo basado en los retornos.

## Carrera posterior
En 1989 se retiró de la docencia, conservando el puesto de Profesor Emérito de Finanzas en Stanford, eligiendo centrarse en su empresa consultora, ahora llamada William F. Sharpe Associates. En 1996 fundó Financial Engines (FNGN), que utiliza la tecnología para implementar muchas de sus teorías financieras en la administración de carteras.
Sharpe fue presidente de la American Finance Association y es fideicomisario de The Economists for Peace and Security. También recibió un Doctorado en Humanidades, honoris causa de la DePaul University, un doctorado honoris causa de la Universidad de Alicante (España), un doctorado honoris causa de la Universidad de Viena y la Medalla UCLA, el más alto honor de la UCLA.
Desde 2009, Sharpe ha sido un defensor de las estrategias de "asignación adaptativa de activos", que buscan explotar el comportamiento reciente del mercado para optimizar la asignación de activos y así maximizar los retornos y reducir la volatilidad.

## Publicaciones seleccionadas

### Artículos
- Sharpe, William F. (1963). "Un modelo simplificado para el análisis de la cartera". Ciencia Gerencial. 9 (2): 277-93. doi: 10.1287 / mnsc.9.2.277.
- Sharpe, William F. (1964). "Precios de capital de los activos: una teoría del equilibrio del mercado en condiciones de riesgo". Revista de Finanzas. XIX (3): 425-442. doi: 10.2307 / 2977928. JSTOR 2977928.

### Libros
- Teoría de la cartera y mercados de capitales (McGraw-Hill, 1970 y 2000). ISBN 0-07-135320-8
- Asset Allocation Tools (Scientific Press, 1987)
- Fundamentos de las inversiones (con Gordon J. Alexander y Jeffrey Bailey, Prentice-Hall, 2000). ISBN 0-13-292617-2
- Inversiones (con Gordon J. Alexander y Jeffrey Bailey, Prentice-Hall, 1999). ISBN 0-13-010130-3
- Sharpe, William F. (2012). William F Sharpe: trabajos seleccionados. Serie del Premio Nobel Científico Mundial: Vol. 2. World Scientific. pag. 712. ISBN 978-981-4329-95-8.